# Testerica
Testerica (лат. Stratiotes aloides) je višegodišnja zeljasta biljka iz familije Hydrocharitaceae. U Republici Srbiji je Pravilnikom o proglašenju i zaštiti strogo zaštićenih i zaštićenih divljih vrsta biljaka, životinja i gljiva proglašena kao zaštićena vrsta. Naziv vrste potiče od grčke reči stratiotes, što u prevodu na srpski jezik znači vojnik, ratnik.

## Opis vrste
Testerica je vodena biljka visine do 30 cm, odlikuju je zadebljali izdanci. Listovi su u preseku trougaoni, koso su uspravljeni ka gore, vrlo čvrsti, sa oštim vrhom i bodljikavo testerasto nazubljenim obodom. Listovi su sakupljeni u lisnu rozetu. Tokom perioda vegetativne faze listovi se nalaze u vodi, dok tokom cvetanja strče iznad površine vode. Krunični listići (3) su bele boje, objajasti, dok su čašični (3) jajasti. Cveta od maja do jula, a zatim plodonosi. Plod je bobica jajastog oblika.

## Rasprostranjenje
Testerica je pronađena u Evropi i severozapadnoj Aziji. Smatra se da je iščezla sa teritorija Španije, Italije i Grčke. U Srbiji je pronađena u Pančevačkom ritu. Ona raste u stajaćim i sporotekućim vodama (bare, mrtvaje, ribnjaci i jezera). Na Fruškoj Gori raste samo uz Dunav i to jako retko.

## Galerija
- Testerica na Obedskoj bari
- Cvet
- Habitat
- Тестерасто назубљени листови

## Literatura
- Clapham, Tootin and Warburg. (1952-01-01). Flora of the British Isles.. Cambridge University Press 1962

## Spoljašnje veze
- IOW Fishkeepers
- Plants for a Future